# 橋本幸

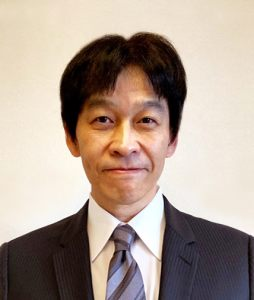
北海道開発局長時に公表された肖像写真

橋本幸（はしもと こう、1964年10月15日 - ）は、日本の国土交通官僚、ギタリスト、付随音楽作曲家。元国土交通省北海道局長。北海道札幌市のNPO法人コンカリーニョ副理事長。
2022年5月、私的に制作したリクルートムービー「こんな仕事が、ある。」が、各メディアで取り上げられ話題となっている。

## 略歴

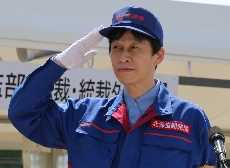
2022年6月、音更川総合水防演習にて

- 1983年北海道札幌南高等学校卒業。高校の同級生に兼間祐二北海道銀行頭取、本多平直元衆議院議員など[2]。1992年北海道大学大学院工学研究科土木工学専攻修了。
- 国家公務員1種試験を経て北海道開発庁入庁。2001年より国土交通省。
- 2019年4月よりJR北海道 執行役員 総合企画本部副本部長として出向。2020年7月より北海道開発局建設部長。2021年7月より北海道開発局長[3]。2022年6月より北海道局長[4]。2024年7月、退任[5][6]。

## 活動
以下は公務員以外の活動について記述。

### 地域活動
- NPO法人コンカリーニョ[7]の副理事長として、2006年に札幌市西区琴似の劇場「生活支援型文化施設コンカリーニョ」[8]を運営。NPO法人が全国からの寄付と借入により資金の殆どを調達して劇場建設を行った初の事例として、現在も全国からの注目を集めている。
- また札幌市中央区の廃校を利用した「あけぼのアート&コミュニティセンター」[9]、札幌市営地下鉄東西線琴似駅の「ターミナルプラザ・パトス」[10]を管理運営し、地域活動や文化発信を行っている。
- NPO法人のこれらの活動に対し、2009年に北海道知事が「北海道地域文化選奨」を、2019年に札幌市が札幌文化奨励賞を、それぞれ授与している。[11] [12]

### 音楽活動
- ギタリストとしてブルース、ロック、ジャズ、ファンク、ラグタイム、ブルーグラス等々ジャンルを問わず演奏し、道内外でライブやレコーディングを行う。コンカリーニョで開催する自身のライブは毎回満席の300席が即日完売となる。[13]
- ギター1本で異分野の曲を弾く独自の分野に長く取り組んでおり、2000年箱根ブルーグラスフェスティバル・エンターテイナーコンベンション優勝などの受賞歴がある。
- 「シーニックバイウェイ北海道」[14]「コミュニティサイクル・ポロクル」[15]等、地域活動・社会活動のテーマソングの作曲・制作を手掛けている。
- 2020年にギタリストとして参加した北海道測量設計業協会PVは、朝日新聞天声人語、全国ニュース等でも取り上げられ、第61回北海道広告協会優秀賞受賞を受賞した。[16]

### 演劇活動
- 北大在学中に北海道大学演劇研究会1986年公演に参加。以後、現在まで舞台音楽の作曲・制作として演劇に携わる。
- 1987年、斎藤歩（現北海道演劇財団[17]芸術監督）、斉藤千鶴（現NPO法人コンカリーニョ理事長）らと「札幌ロマンチカシアター魴鮄舎（ほうぼうしゃ）」を旗揚げ。所謂小劇場演劇ブーム期には1公演で2千人の観客を動員している。
- 魴鮄舎活動停止後の1994年～1998年は短期的なユニットを各年結成し、大通公園8丁目に特設テントを設営して公演を実施。
- コンカリーニョ設立後の2006年からは札幌市西区の地域住民や小中学校に出演を呼びかけ、地域の歴史を戯曲化して演じる「温故知新音楽劇」の上演を行っている。[18]

### 関連記事等
- 「北海道新聞(記事、ひと欄、まど欄、インタビュー)」「財界さっぽろ」「札幌人図鑑」「O.tone」等